# 二十四輩
二十四輩（にじゅうよはい）は、浄土真宗の開祖である親鸞の関東時代における24人の高弟。また、彼らを開基とする寺院を指す。
二十四輩は、茨城県大網願入寺本『二十四輩牒』により選定されているが、その伝承はより古く、覚如の時代に佛光寺の了源に対抗して本願寺教団を確立するためにまとめられたとされている。正慶元年（1332年）、如信の孫である空如が陸奥国大網（福島県古殿町）の願入寺に覚如を招いて如信の三十三回忌法要を行い、この時に空如によって『二十四輩牒』が執筆された。なお、覚如の『改邪鈔』には「二十余輩」という記述があり、必ずしも24人という定まった数ではなかった可能性がある。
長年の間に移転・再建を繰り返したり、元の寺から分流するうちに、二十四輩格を持つ寺院は180ヶ寺ほどに増えた。その後、「二十四輩会」によって正統の二十四輩寺院43ヶ寺が選定され、現在それらの寺院が二十四輩寺院を名乗っている。

## 二十四輩の一覧
以下には二十四輩である24人の門弟の名を記す。
- 第一番　性信
- 第二番　真仏
- 第三番　順信
- 第四番　乗然
- 第五番　信楽
- 第六番　成然（常念とも）
- 第七番　西念
- 第八番　証性
- 第九番　善性
- 第十番　是信
- 第十一番　無為信（無為子とも）
- 第十二番　善念
- 第十三番　信願
- 第十四番　定信
- 第十五番　入西
- 第十六番　入信（穴沢）
- 第十七番　念信
- 第十八番　入信（八田）
- 第十九番　明法（弁円）
- 第二十番　慈善
- 第二十一番　唯仏
- 第二十二番　唯信（戸森）
- 第二十三番　唯信（幡谷）
- 第二十四番　唯円（鳥喰）